# Amphizoa insolens
Amphizoa insolens is een keversoort uit de familie Amphizoidae. De wetenschappelijke naam van de soort is voor het eerst geldig gepubliceerd in 1853 door LeConte.